# Rosario Nadal
María del Rosario Nadal y Fuster de Puigdórfila (Palma de Mallorca, 22 de octubre de 1968) más conocida como Rosario Nadal es una ex modelo y socialité española. Fue musa del diseñador Valentino, y trabaja como asesora para coleccionistas de arte privado. Estuvo casada con Kyril de Bulgaria, príncipe de Preslav desde 1989 hasta su separación en 2009. Ostenta el título de princesa de Preslav y el tratamiento de Alteza Real por matrimonio.

## Biografía
Rosario nació en la ciudad española de Palma de Mallorca, hija de Isabel Fuster de Puigdórfila y Villalonga y de Miguel Nadal y Bestard. Miembro de la nobleza española de nacimiento, es nieta de Joaquín de Puigdórfila y Zaforteza. Se trasladó a Londres para estudiar Bellas Artes en el Richmond College.
En 1989, Rosario trabajó en Christie's en la capital británica y en galerías de arte italiano. Más tarde comenzó como asesora de arte contemporáneo y asesora independiente a coleccionistas de arte privado y estableció su empresa propia, RSC Contemporáneo. En la década de los 90, sirvió como musa al diseñador italiano Valentino Garavani y fue modelo de sus campañas. Ha sido portada de revistas como Vanity Fair en España y Vogue España.

## Vida personal
Contrajo matrimonio el 15 de septiembre de 1989 con Kyril de Bulgaria, príncipe de Preslav y segundo hijo del último Zar de Bulgaria, Simeón II y la española Margarita Gómez-Acebo en la Capilla de Santa Ana del Palacio Real de la Almudaina en la capital balear. Enlace al que acudió la Familia real española y otros miembros de la realeza europea. Tras su matrimonio, Rosario Nadal pasó a ser la Princesa de Preslav.
De su enlace con Kyril de Bulgaria nacieron tres hijos:
- Mafalda Cecilia (1994)
- Olimpia (1995)
- Tassilo (2002)

La pareja anunció su separación amistosa y de mutuo acuerdo en 2009, aunque Rosario sigue manteniendo una estrecha relación con distintos miembros de las casas reales europeas. Es madrina de bautismo de Irene Urdangarin y Borbón, hija de la infanta Cristina e Iñaki Urdangarin y de los príncipes Achileas de Grecia y Sverre Magnus de Noruega.

## Títulos y tratamientos
Esta tabla aún no está actualizada. Puedes contribuir aportando información sobre títulos y tratamientos de esta persona.